# بطولة أوروبا تحت 21 سنة لكرة القدم 2013
بطولة أوروبا تحت 21 سنة لكرة القدم 2013هي النسخة التاسعة عشر من بطولة أوروبا تحت 21 سنة لكرة القدم. استضافتها إسرائيل من 5 إلى 18 يونيو 2013. أحرزت إسبانيا لقب البطولة للمرة الرابعة بعد تغلبها على إيطاليا 4–2 في النهائي.

## الأماكن
وفقا لأفي لوزون، رئيس ايفا، البطولة ستلعب في 4 أماكن، ستاد بلومفيلد (تل أبيب)، تيدي (القدس) والأماكن الجديدة التي يجري بناؤها في بتاح تكفا ونتانيا. الاستاد الوطني في رمات غان في خطط احتياطي في حال عدم جهوزية أحد الأماكن في الوقت المناسب.
- ستاد تيدي في القدس سيتم توسيعه من 21600 إلى 34000 مقعد حتى نهائية سبتمبر 2011 مع بناء الجانب الجنوبي للمنصة.
- الاستاد الجديد في بتاح تكفا سوف يعقد 11500 متفرج في مدرجتين.
- الاستاد الجديد في نتانيا سوف يعقد 13610 متفرج في مدرجتين.
- قررت بلدية تل أبيب ان في العام المقبل سيتم إضافة 3000 مقعد في ملعب بلومفيلد.

| تل أبيب       | القدس          |
| ------------- | -------------- |
| ستاد بلومفيلد | ستاد تيدي      |
|               |                |
| السعة: 14,413 | السعة: 31,733  |
| نتانيا        | بتاح تكفا      |
| ستاد نتانيا   | ستاد بتاح تكفا |
|               |                |
| السعة: 13,610 | السعة: 11,500  |

## التصفيات
أجريت قرعة دور المجموعات من التصفيات يوم 3 فبراير 2011 في نيون، سويسرا. شارك ما مجموعه 52 فريق وطني في التصفيات. انطلق دور المجموعات من التصفيات في 25 مارس 2011.

### المنتخبات المتأهلة
تأهلت المنتخبات التالية لبطولة أوروبا تحت 21 سنة لكرة القدم 2013:
- إنجلترا
- ألمانيا
- إسرائيل (المستضيف)
- إيطاليا
- هولندا
- النرويج
- روسيا
- إسبانيا

## مرحلة المجموعات

### المجموعة أ
| فريق    | لعب | ف | ت | خ | له | عليه | ف.أ | نقاط |
| ------- | --- | - | - | - | -- | ---- | --- | ---- |
| إيطاليا | 3   | 2 | 1 | 0 | 6  | 1    | +5  | 7    |
| النرويج | 3   | 1 | 2 | 0 | 6  | 4    | +2  | 5    |
| إسرائيل | 3   | 1 | 1 | 1 | 3  | 6    | −3  | 4    |
| إنجلترا | 3   | 0 | 0 | 3 | 1  | 5    | −4  | 0    |

| إسرائيل                                      | 2–2   | النرويج                                |
| -------------------------------------------- | ----- | -------------------------------------- |
| نير بيتون 16' (ضربة جزاء) · ألون تورغمان 71' | تقرير | ماركوس بيدرسين 24' · هارميت سينغ 90+2' |

| إنجلترا | 0–1   | إيطاليا             |
| ------- | ----- | ------------------- |
|         | تقرير | لورينزو إينسيني 79' |

| إنجلترا                     | 1–3   | النرويج                                                            |
| --------------------------- | ----- | ------------------------------------------------------------------ |
| كريغ داوسون 57' (ضربة جزاء) | تقرير | فريدريك سيمب بيرج 15' · يو إينغه برغه 34' · ماغنوس فولف أيكريم 52' |

| إيطاليا                                                                   | 4–0   | إسرائيل |
| ------------------------------------------------------------------------- | ----- | ------- |
| ريكاردو سابونارا 18' · مانولو غابياديني 42'، 53' · أليساندرو فلورينزي 71' | تقرير |         |

| إسرائيل         | 1–0   | إنجلترا |
| --------------- | ----- | ------- |
| أوفير كرياف 80' | تقرير |         |

| النرويج                           | 1–1   | إيطاليا                 |
| --------------------------------- | ----- | ----------------------- |
| ستيفان ستراندبيرغ 90' (ضربة جزاء) | تقرير | أندريا بيرتولاتشي 90+4' |

### المجموعة ب
| فريق    | لعب | ف | ت | خ | له | عليه | ف.أ | نقاط |
| ------- | --- | - | - | - | -- | ---- | --- | ---- |
| إسبانيا | 3   | 3 | 0 | 0 | 5  | 0    | +5  | 9    |
| هولندا  | 3   | 2 | 0 | 1 | 8  | 6    | +2  | 6    |
| ألمانيا | 3   | 1 | 0 | 2 | 4  | 5    | −1  | 3    |
| روسيا   | 3   | 0 | 0 | 3 | 2  | 8    | −6  | 0    |

| إسبانيا           | 1–0   | روسيا |
| ----------------- | ----- | ----- |
| ألفارو موراتا 82' | تقرير |       |

| هولندا                                               | 3–2   | ألمانيا                                          |
| ---------------------------------------------------- | ----- | ------------------------------------------------ |
| أدم ماهر 24' · جورجينيو فينالدوم 38' · ليروي فير 90' | تقرير | سيباستيان رودي 47' (ضربة جزاء) · لويس هولتبي 81' |

| هولندا                                                                                | 5–1   | روسيا              |
| ------------------------------------------------------------------------------------- | ----- | ------------------ |
| جورجينيو فينالدوم 38' · لوك دي يونغ 61' · أولا جون 69' · هويسين 83' · ليروي فير 90+2' | تقرير | دينيس تشيريشيف 65' |

| ألمانيا | 0–1   | إسبانيا           |
| ------- | ----- | ----------------- |
|         | تقرير | ألفارو موراتا 86' |

| إسبانيا                                             | 3–0   | هولندا |
| --------------------------------------------------- | ----- | ------ |
| ألفارو موراتا 26' · إيسكو 32' · ألفارو فازكيز 90+1' | تقرير |        |

| روسيا            | 1–2   | ألمانيا                                            |
| ---------------- | ----- | -------------------------------------------------- |
| ألان دزاغويف 22' | تقرير | باتريك هيرمان 34' · سيباستيان رودي 69' (ضربة جزاء) |

## مرحلة خروح المغلوب
|  | نصف النهائي          | نصف النهائي |   |  | النهائي          | النهائي |  |
|  |                      |             |   |  |                  |         |  |
|  | 15 يونيو – نتانيا    |             |   |  |                  |         |  |
|  | إسبانيا              | 3           |   |  |                  |         |  |
|  | النرويج              | 0           |   |  |                  |         |  |
|  |                      |             |   |  |                  |         |  |
|  |                      |             |   |  | 18 يونيو – القدس |         |  |
|  |                      |             |   |  | إسبانيا          | 4       |  |
|  |                      | إيطاليا     | 2 |  |                  |         |  |
|  |                      |             |   |  |                  |         |  |
|  |                      |             |   |  |                  |         |  |
|  |                      |             |   |  |                  |         |  |
|  | 15 يونيو – بتاح تكفا |             |   |  |                  |         |  |
|  | إيطاليا              | 1           |   |  |                  |         |  |
|  | هولندا               | 0           |   |  |                  |         |  |

### نصف النهائي
| إسبانيا                                                | 3–0   | النرويج |
| ------------------------------------------------------ | ----- | ------- |
| رودريغو مورينو 45+1' · إيسكو 87' · ألفارو موراتا 90+3' | تقرير |         |

| إيطاليا          | 1–0   | هولندا |
| ---------------- | ----- | ------ |
| فابيو بوريني 79' | تقرير |        |

### النهائي
| إسبانيا                                                          | 4–2   | إيطاليا                               |
| ---------------------------------------------------------------- | ----- | ------------------------------------- |
| تياغو ألكانتارا 6'، 31'، 38' (ضربة جزاء) · إيسكو 66' (ضربة جزاء) | تقرير | تشيرو إيموبيلي 10' · فابيو بوريني 80' |